# Zapalenie ochrzęstnej małżowiny usznej
Zapalenie ochrzęstnej małżowiny usznej  – bardzo bolesne obrzmienie z zaczerwienieniem skóry oraz zatarciem szczegółów anatomicznych małżowiny usznej
spowodowane zranieniami bądź wtórnymi infekcjami
 krwiaka małżowiny usznej.

## Objawy
- obrzmienie, zaczerwienienie i ocieplenie małżowiny usznej
- tworzenie się ropni (objaw chełbotania)
- martwica i destrukcja chrząstki
- wydalanie zniszczonych fragmentów chrząstki przez przetoki skórne
- utrata rusztowanie zniekształcenie i opadnięcie małżowiny

## Flora bakteryjna
Najczęściej:
- Pseudomonas aeruginosa
- Proteus

## Leczenie
- opatrunki nasączone alkoholem
- antybiotykoterapia celowana (unikanie stosowania leków ototoksycznych)
- w opornych przypadkach chirurgiczne usunięcie zniszczonej warstwy chrząstki

## Różnicowanie
- róża